# Kjell Bäckman
Kjell Hilding Bäckman (ur. 21 lutego 1934 w Göteborgu, zm. 9 stycznia 2019 tamże) – szwedzki łyżwiarz szybki, brązowy medalista olimpijski.

## Kariera
Największy sukces w karierze Kjell Bäckman osiągnął w 1960 roku, kiedy zdobył brązowy medal na dystansie 10 000 m podczas igrzysk olimpijskie w Squaw Valley. W zawodach tych wyprzedzili go jedynie Norweg Knut Johannesen oraz Wiktor Kosiczkin z ZSRR. Na tych samych igrzyskach był też dwunasty na dystansie 5000 m. Były to jego jedyne starty olimpijskie. Nigdy nie zdobył medalu mistrzostw świata, mimo kilku startów nigdy nie awansował do finału. W 1963 roku był piętnasty podczas mistrzostw Europy w Göteborgu. Był to jego najlepszym wynik na imprezie tego cyklu. Bäckman zdobył cztery tytuły mistrza Szwecji: na 5000 m w latach 1959 i 1961 oraz na 10 000 m w latach 1959 i 1960.